# Marxisme centriste
 (juin 2022).
La mise en forme du texte ne suit pas les recommandations de Wikipédia : il faut le « wikifier ».
Les points d'amélioration suivants sont les cas les plus fréquents. Le détail des points à revoir est peut-être précisé sur la page de discussion.
- Les titres sont pré-formatés par le logiciel. Ils ne sont ni en capitales, ni en gras.
- Le texte ne doit pas être écrit en capitales (les noms de famille non plus), ni en gras, ni en italique, ni en « petit »…
- Le gras n'est utilisé que pour surligner le titre de l'article dans l'introduction, une seule fois.
- L'italique est rarement utilisé : mots en langue étrangère, titres d'œuvres, noms de bateaux, etc.
- Les citations ne sont pas en italique mais en corps de texte normal. Elles sont entourées par des guillemets français : « et ».
- Les listes à puces sont à éviter, des paragraphes rédigés étant largement préférés. Les tableaux sont à réserver à la présentation de données structurées (résultats, etc.).
- Les appels de note de bas de page (petits chiffres en exposant, introduits par l'outil «  Source ») sont à placer entre la fin de phrase et le point final[comme ça].
- Les liens internes (vers d'autres articles de Wikipédia) sont à choisir avec parcimonie. Créez des liens vers des articles approfondissant le sujet. Les termes génériques sans rapport avec le sujet sont à éviter, ainsi que les répétitions de liens vers un même terme.
- Les liens externes sont à placer uniquement dans une section « Liens externes », à la fin de l'article. Ces liens sont à choisir avec parcimonie suivant les règles définies. Si un lien sert de source à l'article, son insertion dans le texte est à faire par les notes de bas de page.
- La présentation des références doit suivre les conventions bibliographiques. Il est recommandé d'utiliser les modèles {{Ouvrage}}, {{Chapitre}}, {{Article}}, {{Lien web}} et/ou {{Bibliographie}}. Le mode d'édition visuel peut mettre en forme automatiquement les références.
- Insérer une infobox (cadre d'informations à droite) n'est pas obligatoire pour parachever la mise en page.

Pour une aide détaillée, merci de consulter Aide:Wikification.
Si vous pensez que ces points ont été résolus, vous pouvez retirer ce bandeau et améliorer la mise en forme d'un autre article.
 (août 2022).
Si vous disposez d'ouvrages ou d'articles de référence ou si vous connaissez des sites web de qualité traitant du thème abordé ici, merci de compléter l'article en donnant les références utiles à sa vérifiabilité et en les liant à la section « Notes et références ».

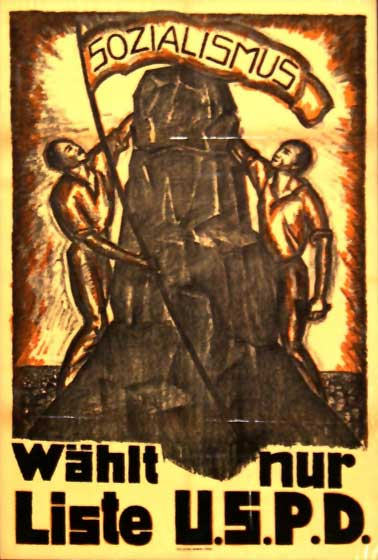
Affiche de 1919 de l'USPD, Parti social-démocrate indépendant d'Allemagne.

Le centrisme a une signification particulière au sein du mouvement marxiste, renvoyant à une position entre révolution et réformisme. Par exemple, le Parti social-démocrate indépendant d'Allemagne (USPD) et le Parti travailliste indépendant (ILP) étaient tous deux considérés comme centristes[Par qui ?] dû au fait qu'ils oscillaient entre la promotion d'une économie socialiste par le biais de réformes et la promotion de la révolution. Les partis politiques adeptes de cette idéologie appartenaient à l'Union des partis socialistes pour l'action internationale (aussi appelé "Internationale Deux et demi" ou "Union de Vienne"), puis au Centre marxiste révolutionnaire international (aussi appelé "Bureau de Londres"), en raison de leur refus de devenir totalement réformistes comme ce fut le cas des partis socialistes de l'Internationale ouvrière socialiste (ancêtre de l'Internationale socialiste) ou entièrement révolutionnaires et léninistes comme l'exigeait l'Internationale communiste aux partis socialistes qui souhaitaient la rejoindre. C'est pour cela que ces partis socialistes de gauche étaient définis comme "centristes", refusant d'être catégoriquement réformistes ou révolutionnaires. Parmi les partis marxistes centristes figuraient également le Parti ouvrier d'unification marxiste (POUM) et Poale Zion.

## Liste des partis marxistes centristes
- Allemagne : Parti social-démocrate indépendant d'Allemagne (1917-1931)
- Allemagne : Parti socialiste ouvrier d'Allemagne (1931-1945)
- Espagne : Parti ouvrier d'unification marxiste (1935-1980)
- Grande Bretagne : Parti travailliste indépendant (1893-1975)
- Palestine : Poale Zion (début du 20ème siècle)

## Le marxisme centriste vu par les socialistes révolutionnaires

### La vision des trotskystes
Pour les trotskystes et d'autres marxistes révolutionnaires, le terme "centriste" (dans sa définition marxiste) a une connotation péjorative. Ils décrivent souvent le marxisme centriste comme étant opportuniste puisqu'il plaide pour une révolution à un moment donné dans le futur, mais encourage des pratiques réformistes dans l'intervalle. Par exemple, la Ligue communiste a décrit l'ILP comme une organisation centriste et donc "politiquement informe et dépourvue de toute position politique claire sur les problèmes auxquels est confronté le mouvement révolutionnaire". Le dirigeant trotskyste britannique Ted Grant a quant à lui qualifié les adhérents de l'ILP de «centristes confus typiques» et le journal du Parti socialiste des travailleurs a décrit l'ILP comme "une organisation centriste dont la rhétorique révolutionnaire était en contradiction avec sa pratique réformiste". Une thèse de doctorat sur l'ILP résume cette perspective trotskyste comme suit : "l'I.L.P. continue d'être compris par de tels auteurs en termes de la propre caractérisation de Trotski de l'I.L.P., en tant que parti centriste, un parti qui tente de se tenir entre 'le marxisme et le réformisme' ".

### La vision des anarchistes
Les socialistes libertaires et les anarchistes ont également tendance à considérer tout réformisme comme de l'opportunisme politique parce qu'ils considèrent le réformisme comme étant incapable d'effectuer des changements structurels dans l'organisation sociale.

## Le centrisme soviétique
Le terme "centrisme" désigne également les positions occupées par certains bolcheviks au cours des années 1920. Dans ce contexte, le centrisme fait référence à une position entre l'Opposition de droite, qui a soutenu la nouvelle politique économique et les relations amicales avec les pays capitalistes ; et l'Opposition de gauche, qui soutenait une transition immédiate vers une économie socialiste et une révolution mondiale. À la fin des années 1920, les deux factions opposées avaient été vaincues par Joseph Staline, qui a finalement obtenu suffisamment de soutien des membres des deux factions grâce à l'application de diverses idées formulées par les différents dirigeants de ces factions, dont les plus notables étaie Léon Trotski et Nikolai Boukharine.